# Yórgos Bátis
Yórgos Bátis (en grec moderne : Γιώργος Μπάτης), né Yórgos Tsóros (Γιώργος Τσώρος), né en 1885 et mort le 10 mars 1967 au Pirée, connu aussi sous le nom de Yórgos Abátis (Γιώργος Αμπάτης), était un musicien grec du genre rebetiko, un des plus importants du style du Pirée.

## Biographie
Il est né en 1885 à Méthana et mort en 1967. Sa famille a emménagé au Pirée en 1902. Il travailla au port jusqu'en 1908 et fut alors appelé sous les drapeaux. Au cours de son service militaire il tenta plusieurs fois de déserter et fit plusieurs séjours en prison où il apprit à jouer du baglama. Il fut libéré en 1920 et vécut de divers expédients.
Il fut l'un des fondateurs du Célèbre quartette du Pirée, un des premiers orchestres de bouzouki, avec Márkos Vamvakáris, A.Delias et S.Payoumtzis.
Il sortit son premier disque en 1933. Il composait, écrivait des textes et jouait du baglama.
Il était considéré comme « le roi des fumeurs de haschich », mais ne fut jamais arrêté pour ce motif.
Comme d'autres musiciens, il refusa de se plier à la censure établie par la dictature de Metaxás à partir de 1936, et n'enregistra plus par la suite.
Son café, où se retrouvaient de nombreux mangkes, était situé dans le quartier de Karaïskaki au Pirée, qui fut détruit en 1937 par un incendie apparemment déclenché par les autorités.
Il mourut le 10 mars 1967 et fut enterré avec son baglama.